# Ivan Gavran
Ivan Gavran jest pseudonim hrvatskog pisca znanstvene fantastike. Rođen je 1953. godine u Sarajevu. U rodnom gradu diplomirao je na Mašinskom fakultetu. Živi u Splitu i radi tamo kao računalni sistem-inženjer. Za svoj roman Sablja dobio je nagradu SFERA 2004. godine. Godine 2008. izašao mu je drugi roman pod nazivom Božja jednadžba.